# Schleuse Rathenow
Die Schleuse Rathenow, auch Hauptschleuse Rathenow, genannt, ist eine Schleuse in einem Durchstich im Verlauf der Unteren Havel-Wasserstraße in der Stadt Rathenow. Die Verkehrsfreigabe erfolgte am 13. April 1901. Besonderheit in dieser Schleuse sind die schrägen Wände einer für die damalige Zeit üblichen Schleppzugschleuse. Die nutzbare Länge der Schleusenkammer beträgt 210,60 Meter, die nutzbare Kammerbreite 10,20 Meter. Die Torbreite ist mit 9,60 Meter angegeben.

## Geschichte
In den Havelarmen Schleusenkanal, Rathenower Havel, Wehrarm Hinterarche, Wehrarm Vorderarche, Nebenarm Hellers Loch und Stadtkanal befinden sich verschiedene Wehre und Schleusen. Sie bilden in ihrer Gesamtheit die Staustufe Rathenow. Der gemittelte Wasserspiegelunterschied zwischen Ober- und Unterwasser beträgt ein Meter. Über das Unterhaupt der Schleuse führt eine Straßenbrücke.
Eine erste Erwähnung einer Veränderung des Havelabflusses in Rathenow durch die Errichtung von Mühlenstaus fällt bereits in das Jahr  1288. Im selben Jahr wird erstmals der  fossatum ipsius civitatis, der Stadtgraben beschrieben. In der Zeit von 1548 bis 1559 wurde in Rathenow eine Kesselschleuse erbaut und somit der Schifffahrt eine durchgängige Passage gewährleistet. Am selben Standort wurde 1732 die erste Stadtschleuse als Kammerschleuse errichtet.
Gegen Ende des 19. Jahrhunderts war die Leistungsfähigkeit der alten Schleuse nicht mehr ausreichend. Das führte dazu, dass 1897–1901 ein  künstlicher Schifffahrtskanal mit einer 220 Meter langen Schleuse, der Hauptschleuse Rathenow, gebaut wurde.
Infolge des Schleusenbaus wurde die Entstehung einer Siedlung am linken Ufer gefördert, welche Neue Schleuse genannt wurde.

## Betriebszeiten
Die Schleuse wird nur in der Sommersaison von April bis Oktober täglich zwischen 8:00 und 17:45 Uhr betrieben. In den anderen Monaten erfolgt der Betrieb nur von Montag bis Freitag von 7:00 bis 15:30 Uhr.

## Nächste Schleusen
Ein Kilometer östlich der Hauptschleuse liegt die untergeordnete Stadtschleuse Rathenow. 

| Schleusenfolge der Unteren Havel-Wasserstraße |                                         |         |                        |         |                |           |
| Kanal-km                                      | aufwärts                                | Haltung | Lage km 103,32         | Haltung | abwärts        | Kanal-km  |
| km 81,95                                      | Schleuse Bahnitz + Kahnschleuse Bahnitz | 21,3 km | Hauptschleuse Rathenow | 13,6 km | Schleuse Grütz | km 116,98 |

## Karten
- Folke Stender (Redaktion): Sportschifffahrtskarten Binnen 1. Nautische Veröffentlichung Verlagsgesellschaft. ISBN 3-926376-10-4.